# Tokyo Yushun
Groupe 1

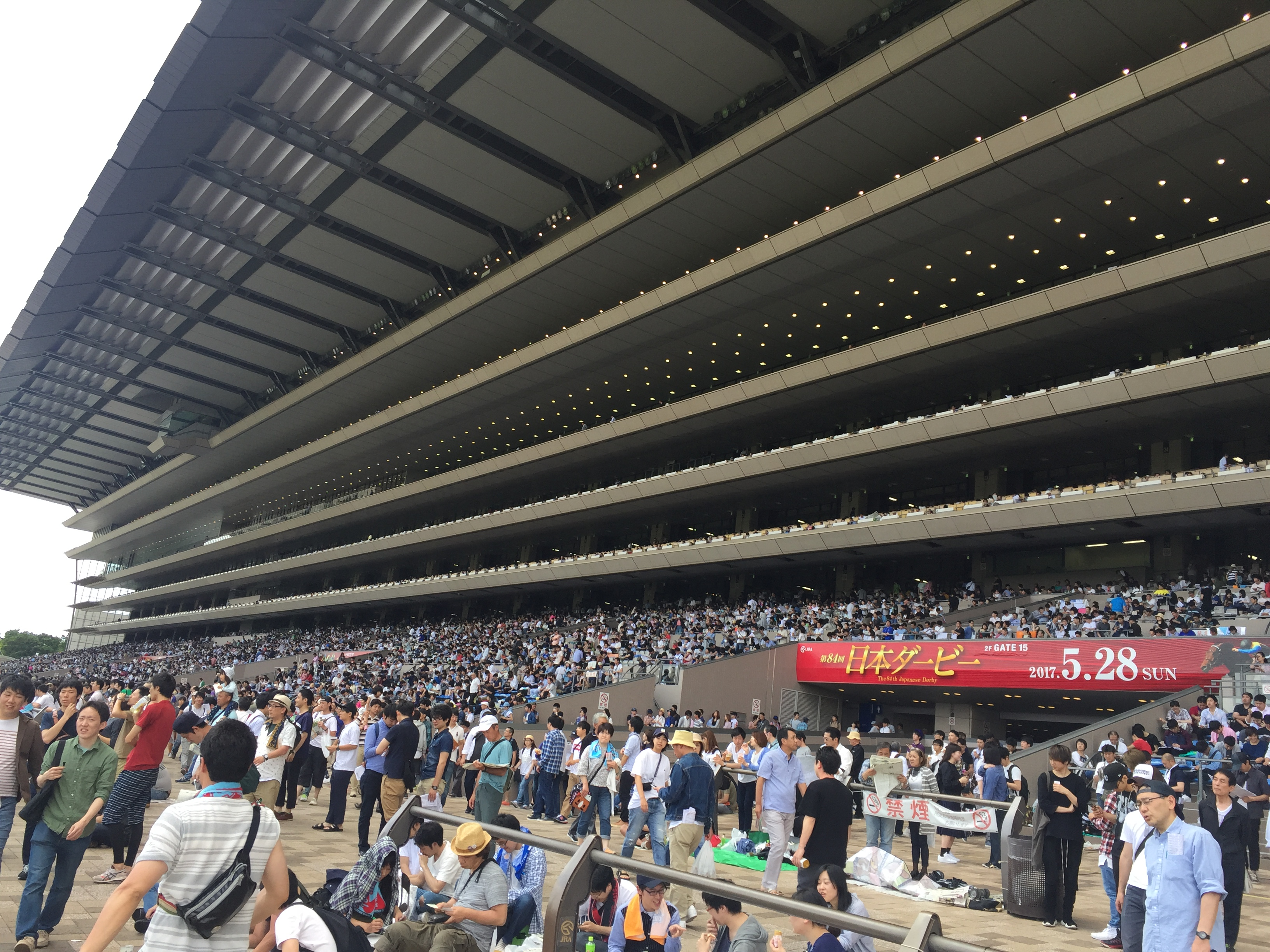
Les tribunes de Fuchū lors du Derby 2017

Le Tokyo Yūshun (東京優駿)  ou Derby japonais (日本ダービー, Nippon Dābii) est une course hippique de plat se déroulant fin mai ou début juin sur l'Hippodrome de Fuchū, près de Tokyo, au Japon.

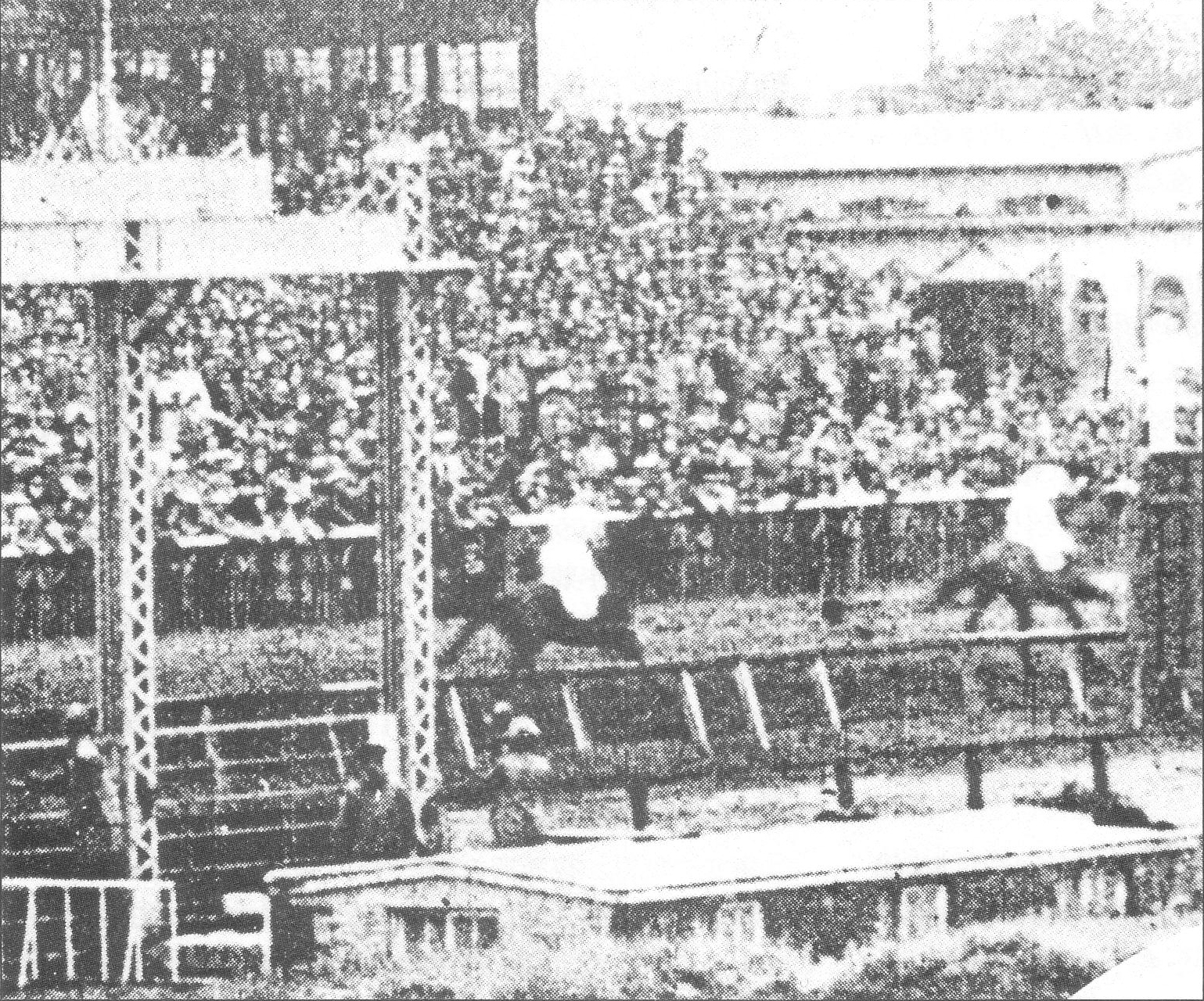
Arrivée de la première édition, en 1932

Créée en 1932, c'est une course de Grade I réservée aux chevaux de 3 ans, hongres exclus. Elle se dispute sur la distance de 2 400 mètres. Équivalent du Derby d'Epsom, le Tokyo Yūshun réunit les meilleurs 3 ans japonais, c'est la deuxième manche de la Triple Couronne japonaise, après le Satsuki Shō (équivalent des 2000 Guinées) et avant le Kikuka Shō (St. Leger). L'allocation s'élève à ¥ 380 000 000 ¥ (environ 3 300 000 €). Si la course est ouverte aux femelles, rares sont celles qui s'y aventurent. Seules trois pouliches sont parvenues à s'y imposer, Hisatomo en 1937, Kurifuji en 1943 et Vodka en 2007.

## Palmarès depuis 1980
| Année | Vainqueur         | Père            | Jockey             | Entraîneur            | Propriétaire               | Deuxième          | Troisième          | Temps   |
| ----- | ----------------- | --------------- | ------------------ | --------------------- | -------------------------- | ----------------- | ------------------ | ------- |
| 2025  | Croix du Nord     | Kitasan Black   | Yuichi Kitamura    | Takashi Saito         | Sunday Racing Co. Ltd      | Masquerade Ball   | Shohei             | 2'23"70 |
| 2024  | Danon Decile      | Epiphaneia      | Norihiro Yokoyama  | Shogo Yasuda          | Danox Co. Ltd.             | Justin Milano     | Shin Emperor       | 2'24"30 |
| 2023  | Tastiera          | Satono Crown    | Damian Lane        | Noriyuki Hori         | U Carrot Farm              | Sol Oriens        | Hearts Concerto    | 2'25"20 |
| 2022  | Do Deuce          | Heart's Cry     | Yutaka Take        | Yasuo Tomomichi       | Kieffers Co Ltd            | Equinox           | Ask Victor More    | 2'21"90 |
| 2021  | Shahryar          | Deep Impact     | Yuichi Fukunaga    | Hideaki Fujiwara      | Sunday Racing              | Efforia           | Stella Veloce      | 2'22"50 |
| 2020  | Contrail          | Deep Impact     | Yuichi Fukunaga    | Yoshito Yahagi        | Shinji Maeda               | Salios            | Weltreisende       | 2'24"10 |
| 2019  | Roger Barows      | Deep Impact     | Suguru Hamanaka    | Katsuhiko Sumii       | Hirotsugu Inokuma          | Danon Kingly      | Velox              | 2'22"60 |
| 2018  | Wagnerian         | Deep Impact     | Yuichi Fukunaga    | Yasuo Tomomichi       | Makoto Kaneko              | Epoca Doro        | Cosmic Force       | 2'23"60 |
| 2017  | Rey de Oro        | King Kamehameha | Christophe Lemaire | Kazuo Fujisawa        | U Carrot Farm              | Suave Richard     | Admirable          | 2'26"90 |
| 2016  | Makahiki          | Deep Impact     | Yuga Kawada        | Yasuo Tomomichi       | Makoto Kaneko              | Satono Diamond    | Dee Majesty        | 2'24"00 |
| 2015  | Duramente         | King Kamehameha | Mirco Demuro       | Noriyuki Hori         | Sunday Racing Co. Ltd.     | Satono Rasen      | Satono Crown       | 2'23"20 |
| 2014  | One And Only      | Heart's Cry     | Norihiro Yokoyama  | Kojiro Hashiguchi     | Koji Maeda                 | Isla Bonita       | Meiner Frost       | 2'24"60 |
| 2013  | Kizuna            | Deep Impact     | Yutaka Take        | Shozo Sasaki          | Shinji Maeda               | Epiphaneia        | Apollo Sonic       | 2'24"30 |
| 2012  | Deep Brillante    | Deep Impact     | Yasunari Iwata     | Yoshito Yahagi        | Sunday Racing Co. Ltd.     | Fenomeno          | Tosen Homareboshi  | 2'23"80 |
| 2011  | Orfevre           | Stay Gold       | Ken-ichi Ikezoe    | Yasuo Ikee            | Sunday Racing Co. Ltd.     | Win Variation     | Belshazzar         | 2'30"50 |
| 2010  | Eishin Flash      | King's Best     | Hiroyuki Uchida    | Hideaki Fujiwara      | Tomomitsu Hirai            | Rose Kingdom      | Victoire Pisa      | 2'26"90 |
| 2009  | Logi Universe     | Neo Universe    | Norihiro Yokoyama  | Kiyoshi Hagawara      | Masaaki Kumeta             | Reach The Crown   | Antonio Barows     | 2'33"70 |
| 2008  | Deep Sky          | Agnes Tachyon   | Hirofumi Shii      | Mitsugu Kon           | Toshio Fukami              | Smile Jack        | Black Shell        | 2'26"70 |
| 2007  | Vodka             | Tanino Gimlet   | Hirofumi Shii      | Katsuhiko Sumii       | Yuzo Tanimizu              | Asakusa Kings     | Admire Aura        | 2'24"50 |
| 2006  | Meisho Samson     | Opera House     | Mamoru Ishibashi   | Tsutomu Setoguchi     | Yoshio Matsumoto           | Admire Main       | Dream Passport     | 2'27"90 |
| 2005  | Deep Impact       | Sunday Silence  | Yutaka Take        | Yasuo Ikee            | Kaneko Makoto Holdings Co. | Inti Raimi        | Six Sense          | 2'23"30 |
| 2004  | King Kamehameha   | Kingmambo       | Katsumi Ando       | Kunihide Matsuda      | Kaneko Makoto Holdings Co. | Heart's Cry       | Higher Game        | 2'23"30 |
| 2003  | Neo Universe      | Sunday Silence  | Mirco Demuro       | Tsutomu Setoguchi     | Shadai Racehorse Co. Ltd.  | Zenno Rob Roy     | Thats The Plenty   | 2'28"50 |
| 2002  | Tanino Gimlet     | Brian's Time    | Yutaka Take        | Kunihide Matsuda      | Yuzo Tanimizu              | Symboli Kris S    | Machikane Akatsuki | 2'26"20 |
| 2001  | Jungle Pocket     | Tony Bin        | Koichi Tsunoda     | Sakae Watanabe        | Yomoji Saito               | Dantsu Flame      | Dancing Color      | 2'27"00 |
| 2000  | Agnes Flight      | Sunday Silence  | Hiroshi Kawachi    | Hiroyuki Nagahama     | Takao Watanabe             | Air Shakur        | Ataraxia           | 2'26"20 |
| 1999  | Admire Vega       | Sunday Silence  | Yutaka Take        | Mitsuru Hashida       | Riichi Kondo               | Narita Top Road   | T M Opera O        | 2'25"30 |
| 1998  | Special Week      | Sunday Silence  | Yutaka Take        | Toshiaki Shirai       | Hiroyoshi Usuda            | Bold Emperor      | Daiwa Superior     | 2'25"80 |
| 1997  | Sunny Brian       | Brian's Time    | Naohiro Onishi     | Senji Nakao           | Moriyasu Miyazaki          | Silk Justice      | Mejiro Bright      | 2'25"90 |
| 1996  | Fusaichi Concorde | Caerleon        | Shinji Fujita      | Minoru Kobayashi      | Fusao Sekiguchi            | Dance In The Dark | Meisho Genie       | 2'26"10 |
| 1995  | Tayasu Tsuyoshi   | Sunday Silence  | Shinji Kojima      | Akio Tsururdome       | Kanichi Yokose             | Genuine           | Automatic          | 2'27"30 |
| 1994  | Narita Brian      | Brian's Time    | Katsumi Minai      | Masaaki Okubo         | Hidenori Yamaji            | Air Dublin        | Yashima Sovereign  | 2'25"70 |
| 1993  | Winning Ticket    | Tony Bin        | Masato Shibata     | Yuji Ito              | Mimi Ohta                  | Biwa Hayahide     | Narita Taishin     | 2'25"50 |
| 1992  | Mihono Bourbon    | Magnitude       | Sadahiro Kojima    | Tameo Toyama          | Mihono International       | Rice Shower       | Mayano Petrus      | 2'27"80 |
| 1991  | Tokai Teio        | Symboli Rudolf  | Takayuki Yasuda    | Shoichi Matsumoto     | Masanori Uchimura          | Leo Durban        | Iide Saison        | 2'25"90 |
| 1990  | Ines Fujin        | Sea Hawk        | Eiji Nakano        | Shuho Kato            | Masaaki Kobayashi          | Mejiro Ryan       | White Stone        | 2'25"30 |
| 1989  | Winners Circle    | Sea Hawk        | Gohara Yoko        | Yasuhisa Matsuyama    | Hiroshi Kuriyama           | Real Birthday     | Sir Pen Up         | 2'28"80 |
| 1988  | Sakura Chiyono O  | Maruzensky      | Futoshi Kojima     | Katsutaro Sakai       | Sakura Commerce Co., Ltd.  | Mejiro Ardan      | Kokusai Triple     | 2'26"30 |
| 1987  | Merry Nice        | Kolymsky        | Yasuhiro Nemoto    | Teruo Hashimoto       | Fusako Ura                 | Sunny Swallow     | Nihon Pillow March | 2'27"80 |
| 1986  | Dyna Gulliver     | Northern Taste  | Sueo Masuzawa      | Kichisaburo Matsuyama | Shadai Farm                | Grandpas Dream    | Asahi Emperor      | 2'28"90 |
| 1985  | Sirius Symboli    | Mogami          | Kazuhiro Kato      | Toshio Nihonyanagi    | Tomohiro Wada              | Suda Hawk         | Scrum Dyna         | 2'31"00 |
| 1984  | Symboli Rudolf    | Partholon       | Yukio Okabe        | Yuji Nohira           | Symboli Bokujo             | Suzu Mach         | Fujino Fuun        | 2'29"30 |
| 1983  | Mr. C.B.          | Tosho Boy       | Masato Yoshinaga   | Yasuhisa Matsuyama    | Chiaki Ranch               | Mejiro Mont Cenis | Bingo Kanta        | 2'29"50 |
| 1982  | Bamboo Atlas      | Jim French      | Ichizo Iwamoto     | Tadashi Fuse          | Shinichi Takeda            | Waka Tenzan       | Azuma Hunter       | 2'26"50 |
| 1981  | Katsu Top Ace     | Yellow God      | Shoichi Ohsaki     | Kazuo Kikuchi         | Masao Katsumoto            | Sanei Tholon      | Coral Sea          | 2'28"50 |
| 1980  | Opec Horse        | Remand          | Gohara Yoko        | Isami Sato            | Horse Industry Co., Ltd.   | Monte Prince      | Teioja             | 2'27"80 |

## Vainqueurs précédents
- 1932 - Wakataka
- 1933 - Kabutoyama
- 1934 - Fray Mor
- 1935 - Governor
- 1936 - Tokumasa
- 1937 - Hisatomo
- 1938 - Sugenuma
- 1939 - Kumohata
- 1940 - Ieryu
- 1941 - St Lite
- 1942 - Minami Homare
- 1943 - Kurifuji
- 1944 - Kaiso
- 1945 - pas de course
- 1946 - pas de course
- 1947 - Matsu Midori
- 1948 - Miharu O
- 1949 - Tachikaze
- 1950 - Kumono Hana
- 1951 - Tokino Minoru
- 1952 - Kurino Hana
- 1953 - Bostonian
- 1954 - Golden Wave
- 1955 - Otokitsu
- 1956 - Hakuchikara
- 1957 - Hikaru Meiji
- 1958 - Daigo Homare
- 1959 - Komatsu Hikari
- 1960 - Kodama
- 1961 - Hakusho
- 1962 - Fair Win
- 1963 - Meizui
- 1964 - Shinzan
- 1965 - Keystone
- 1966 - Teito O
- 1967 - Asa Denko
- 1968 - Tanino Harromore
- 1969 - Daishin Volgard
- 1970 - Tanino Moutiers
- 1971 - Hikaru Imai
- 1972 - Long Ace
- 1973 - Take Hope
- 1974 - Colonel Lancer
- 1975 - Kaburaya O
- 1976 - Climb Kaiser
- 1977 - Lucky Ruler
- 1978 - Sakura Shori
- 1979 - Katsurano Haiseiko
- 1980 - Opec Horse